# École de pensée

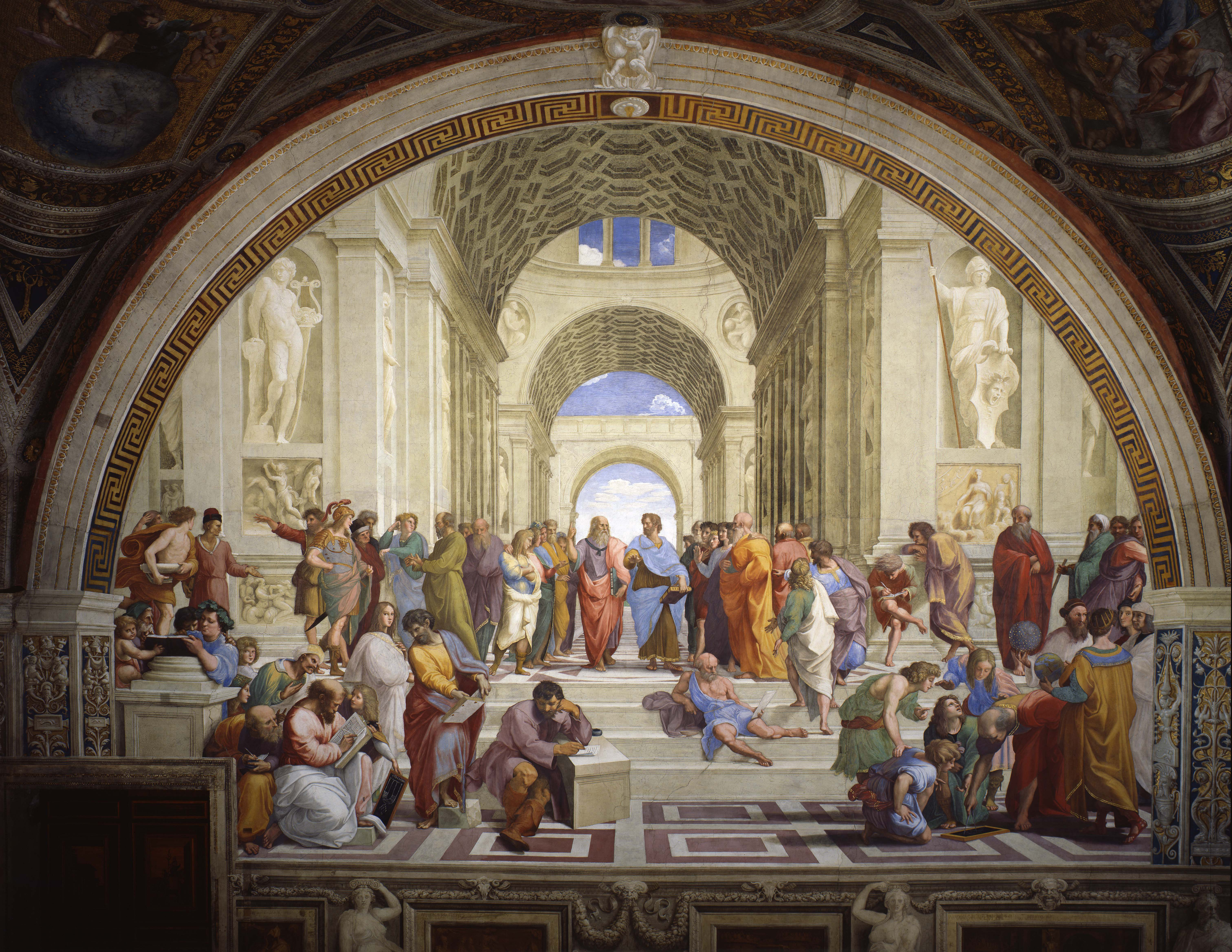
L'École d'Athènes de Raphaël (1509-1510) met en scène les philosophes qui animent de grandes écoles de pensée issues, pour la plupart, de l'Antiquité classique européenne.

Une école de pensée désigne un ensemble de personnes qui partage des opinions semblables ou un point de vue similaire en philosophie, dans leur discipline académique, dans leurs croyances, dans un mouvement social, dans un mouvement culturel ou dans un mouvement artistique.  

## Présentation
Les écoles de pensée sont souvent nommées selon l'initiateur de celles-ci. Elles peuvent aussi être nommées selon l'endroit où elles ont été fondées : l'école ionienne de philosophie, qui serait née en Ionie dans la Grèce antique, l'école de Chicago en architecture, qui est originaire de Chicago aux États-Unis, l'école de Prague, nommée d'après le cercle de linguistique de Prague  ou l'école de Toronto fondée à Toronto par Harold Innis.  
Une même discipline, une même religion ou un même mouvement peuvent maintenir plusieurs écoles de pensée en concurrence. Il existe par exemple, plusieurs écoles de pensée économique.  